# Награди „Оскар“ (21-ва церемония)
Двадесет и първата церемония по връчване на филмовите награди „Оскар“ се провежда на 24 март 1949 година в собствения театър на Филмовата академия организатор на събитието в Лос Анджелис, Калифорния. На нея се връчват призове за най-добри постижения във филмовото изкуство за предходната 1948 година. Церемонията се провежда в театъра на академията поради оттегляне на финансовата подкрепа от големите филмови студия с цел редуциране на засилените слухове, че те влияят на гласуването. Водещ на представлението е актьорът Робърт Монтгомъри.
Големите победители на вечерта са Лорънс Оливие и семейство Хюстън. Оливие печели наградата за най-добра мъжка роля режисирайки сам себе си, а филмовата екранизация Хамлет, на която той е и продуцент, взема статуетката за най-добър филм. Това е първата продукция извън холивудските студия, която печели тази награда. Три статуетки отиват при семейство Хюстън. Джон Хюстън печели приза в две категории, най-добър режисьор и най-добър сценарий. Баща му Уолтър Хюстън е удостоен с „Оскар“ за най-добра поддържаща роля под режисурата на сина си. И двете печеливши изпълнения в категориите за поддържащи роли са режисирани от Джон Хюстън в два различни филма.
Актрисата Джейн Уаймън става първият изпълнител след ерата на нямото кино, който печели „Оскар“ без да има реплики. За първи път е въведена категория за най-добри костюми, представена на церемонията от младата Елизабет Тейлър.
Поради неясни причини, на тази церемония е връчена една обща награда за сценарий, без да бъде разделяна на оригинален и адаптиран сценарий.

## Номинации и Награди
Долната таблица показва номинациите за наградите в основните категории. Победителите са изписани на първо място с удебелен шрифт.
| Най-добър филм | Най-добър режисьор |
| --- | --- |
| - Хамлет - Джони Белинда - Червените обувки - Лудницата - Съкровището на Сиера Мадре | - Джон Хюстън – Съкровището на Сиера Мадре - Анатол Литвак – Лудницата - Жан Негулеско – Джони Белинда - Лорънс Оливие – Хамлет - Фред Зинеман – Търсенето         |
| Най-добра мъжка роля | Най-добра женска роля |
| - Лорънс Оливие – Хамлет - Лев Айрес – Джони Белинда - Монтгомъри Клифт – Търсенето - Дан Дейли – Когато моята мила ми се усмихва - Клифтън Уеб – Благоприятно положение                                                                         | - Джейн Уаймън – Джони Белинда - Ингрид Бергман – Жана д'Арк - Оливия де Хавиланд – Лудницата - Айрин Дън – Помня мама - Барбара Стануик – Съжалявам, грешен номер |
| Най-добра поддържаща мъжка роля | Най-добра поддържаща женска роля |
| - Уолтър Хюстън – Съкровището на Сиера Мадре - Чарлс Бикфорд – Джони Белинда - Хосе Ферер – Жана д'Арк - Оскар Хомолка – Помня мама - Сесил Келауей – Късметът на ирландеца                                                                      | - Клеър Тревър – Кей Ларго - Барбара Бел Гедис – Помня мама - Елън Корби – Помня мама - Агнес Мурхед – Джони Белинда - Джийн Симънс – Хамлет                       |
| Най-добър сценарий | |
| - Съкровището на Сиера Мадре – Джон Хюстън - Чуждестранна афера – Чарлс Бракет, Били Уайлдър и Ричард Брийн - Джони Белинда – Ирма фон Кюб и Алън Винсънт - Търсенето – Ричард Швайцер и Дейвид Уечслър - Лудницата – Франк Партос и Милън Бранд | |

## Филми с множество номинации
Долуизброените филми получават повече от 2 номинации в различните категории за настоящата церемония:
- 12 номинации: Джони Белинда
- 7 номинации: Хамлет, Жана д'Арк
- 6 номинации: Лудницата
- 5 номинации: Помня мама, Червените обувки
- 4 номинации: Търсенето, Съкровището на Сиера Мадре
- 3 номинации: Разголеният град

## Почетни награди
- Сид Грауман
- Адолф Зукор
- Уолтър Уангър

- Почетна награда за най-добър чуждоезичен филм:
  - Мосю Венсан (Monsieur Vincent), френски филм на режисьора Морис Клош.

- Почетна награда за непълнолетен изпълнител:
  - Иван Яндъл